# Colección Arqueológica de Óreo
La Colección Arqueológica de Óreo es una colección o museo de Grecia ubicada en la localidad de Óreo, en la isla de Eubea. Se encuentra junto a una famosa estatua del siglo IV a. C.: el Toro de Óreo.
Esta colección contiene una serie de piezas arqueológicas procedentes de las excavaciones arqueológicas de la antigua ciudad de Óreo y sus inmediaciones, principalmente de dos necrópolis. Entre ellas, es destacable un gran sarcófago con relieves del siglo IV a. C., una inscripción del siglo II o I a. C. referente a la reconstrucción del templo de Artemisa Proseoa y la dedicación de una estatua de la divinidad, dos hermas —una de época arcaica y otra de época romana—, una lápida en forma de león, otra lápida de un niño con un perro y una copia de época romana del torso de un discóforo.